# Château de la Combe (Irigny)
Pour les articles homonymes, voir Château de la Combe.
Le château de la Combe est situé sur la commune d'Irigny, dans la métropole de Lyon en région Auvergne-Rhône-Alpes.

## Description
- Le château comprend un grand bâtiment carré de deux étages auquel s'adosse un pavillon de forme rectangulaire de même hauteur prolongé d'une construction plus basse. Cet ensemble, auquel s'ajoutent, côtés sud ouest et nord ouest, un mur et deux petits pavillons (qui encadrent l'entrée actuelle), délimite une cour intérieure.
- La tour d'angle de faible diamètre surmontée d'un toit conique a été construite au XIXe siècle par les Bizouard de Montille qui font également modifier les toitures et réaliser des décors sur les poutres.
- Côté jardin, la façade comprend un avant-corps à peine saillant surmonté d'un fronton triangulaire.
- Deux corps de ferme rectangulaires se dressent vers le sud est, autour d'une autre cour, l'un en retour d'équerre du pavillon déjà cité, l'autre en retour d'équerre de la construction basse.

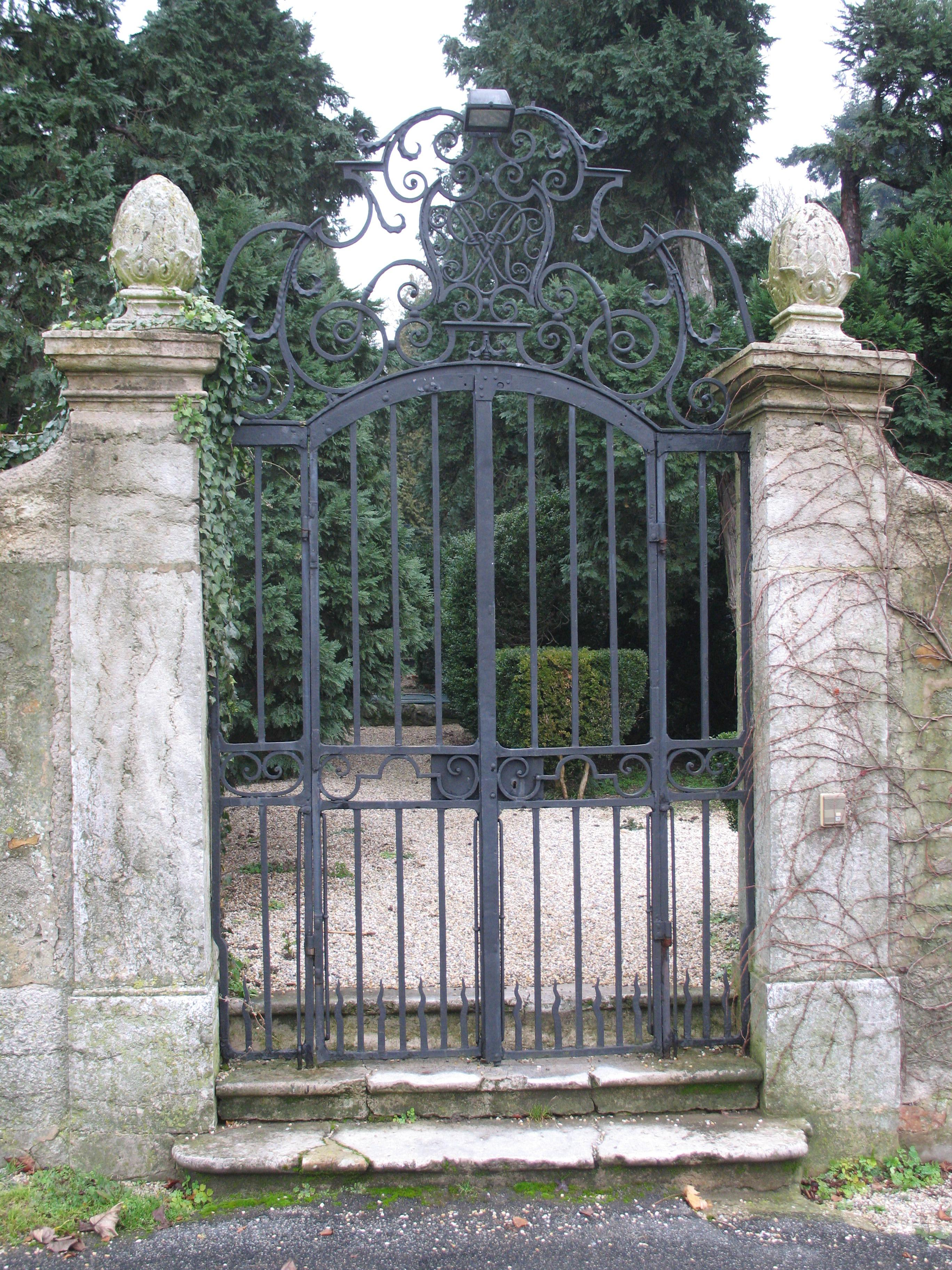
Portail.
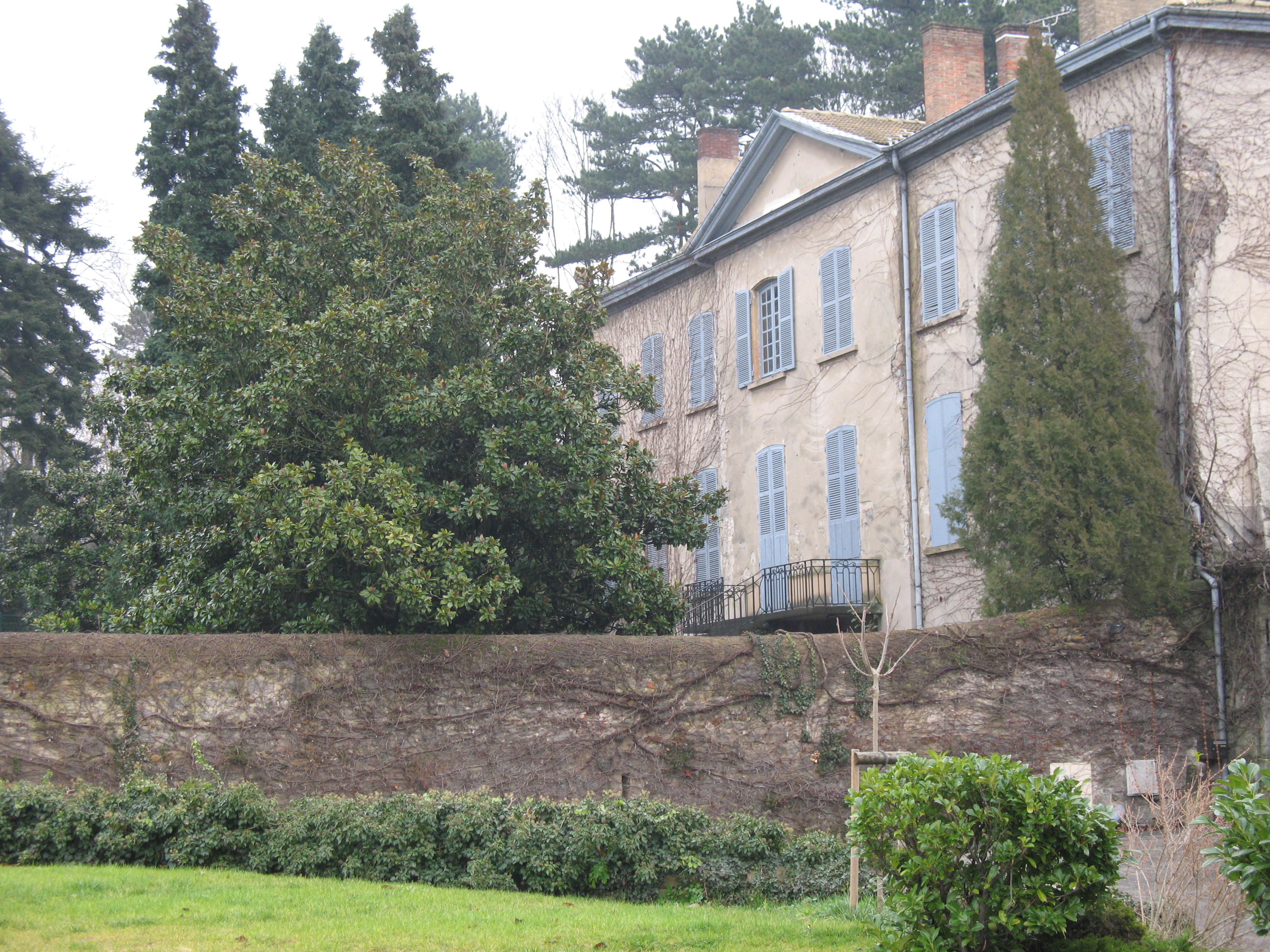
Côté jardin.
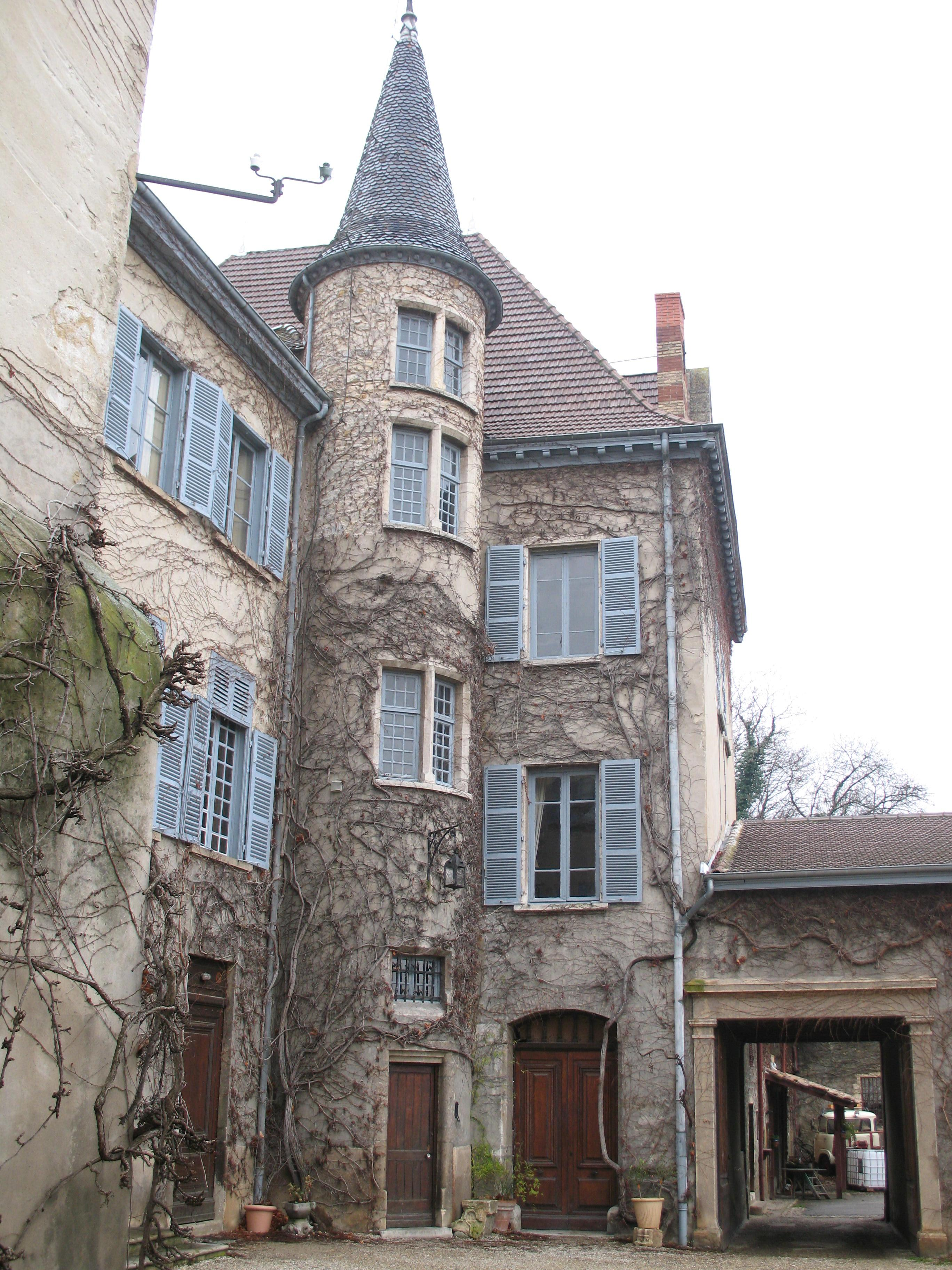
Côté cour.
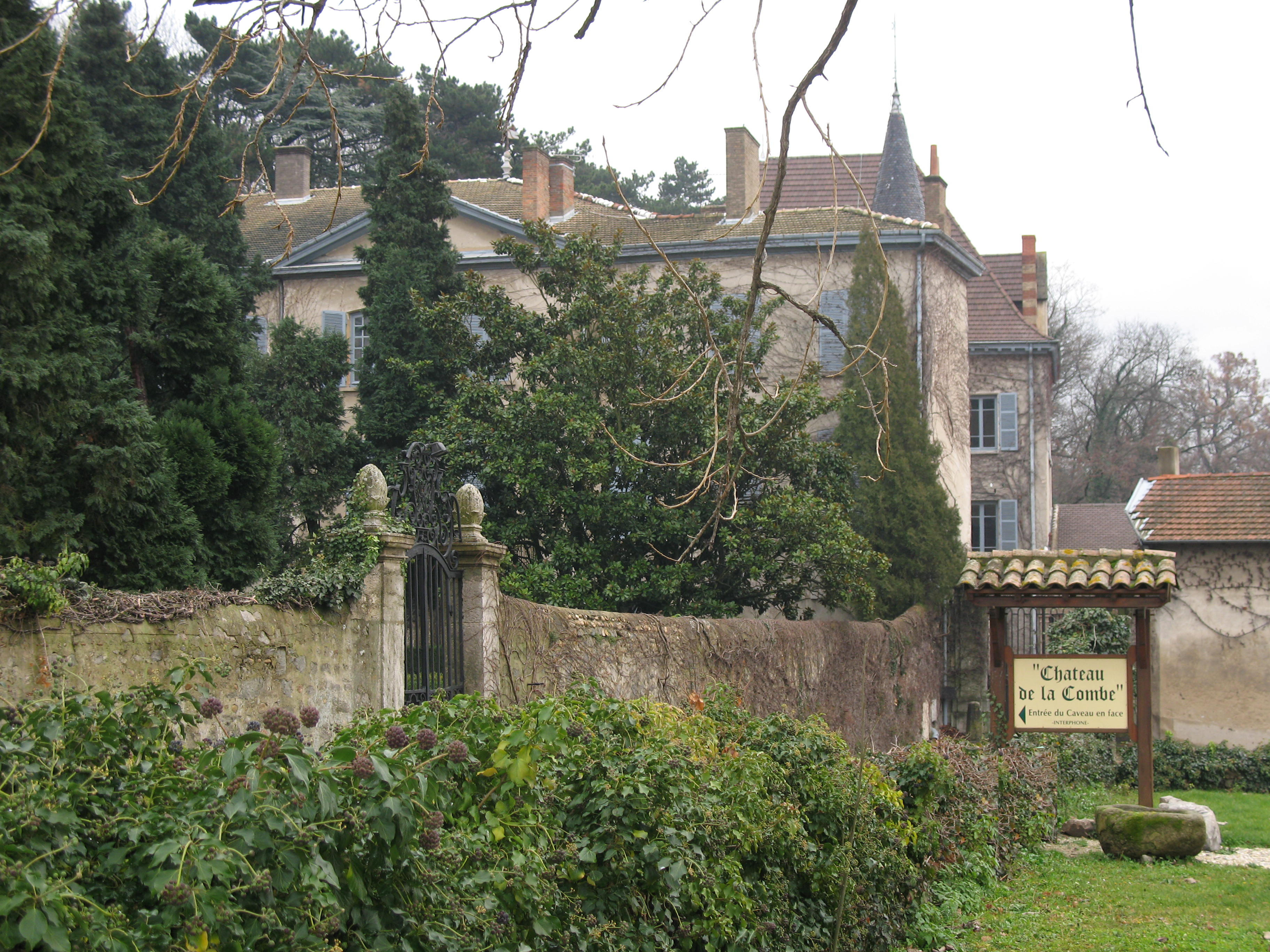
Chemin d'accès.

## Historique
Au début du XVIIIe siècle, Jean Pierre Croppet, seigneur d’Irigny, fit construire ce nouveau château sur les anciennes terres des archevêques de Lyon. En 1737, Jean-Baptiste Louis Croppet de Varissan, dernier de sa famille à porter le titre de seigneur d'Irigny, épouse Marie-Anne Hesseler. En 1764, la fille des précédents, Marie Gabrielle, épouse Jacques Catherin Leclerc du Fresne de la Verpillière, qui est le dernier seigneur d'Irigny.
Au XIXe siècle, divers propriétaires se succèdent: les Rivat, puis les Gournaud, et, en 1870, les Bizouard de Montille
En 1920, le château est acheté par l’industriel Antoine de Goiffon.
De 1998 à 2010, le château de la Combe a servi de cadre de tournage à la série de France 3 Louis la Brocante. Le « Terrier », c'est-à-dire la maison et la brocante du personnage principal (joué par Victor Lanoux), était installé dans les dépendances du château, tandis que le château lui-même servait aux prises de vue pour le couvent et pour le château du comte de Montalenvert (interprété par Sim). Un changement de propriétaires puis la transformation des bâtiments en appartements a obligé la production à quitter les lieux, et à installer un « nouveau Terrier » au château de Noailleux à Cailloux-sur-Fontaines,.

## Armoiries
- Croppet: d'or à trois quintefeuilles d'azur.
- Bizouard: d'azur, à deux chevrons d'or, posés en chef, et un lion de même en pointe, avec la devise : Ense et Toga.